# Clean Boot Hunting
Clean boot hunting is een manier van speuren voor honden, waarbij de hond niet op zoekt gaat naar een prooi, maar het reukspoor van zijn baas volgt. Deze vorm van speuren is dus uitermate diervriendelijk, omdat er geen prooidieren aan te pas komen. Bij deze eeuwenoude sport gaat de hond op zoek naar een reukspoor van de zogenaamde 'smeller'. Dit vereist een goede neus bij de hond en een goede samenwerking met de hond.

## Hondenrassen
Hondenrassen, die uitermate geschikt zijn voor dit ras zijn onder andere de bloedhond, beagle en basset hound. Maar ook andere honden met een goede neus kunnen gebruikt worden voor deze sport.

## Werkwijze
De loper heeft een 'smeller' (een voorwerp met de te volgen geur, bijvoorbeeld een sjaal) in de hand. Om te zorgen dat de geur goed in de smeller zit wordt aangeraden dit voorwerp een aantal uur op het lichaam te dragen. De hond moet de tijd krijgen om de geur op te nemen en dan loopt de loper (ook wel 'runner' genoemd) een bepaalde route en is het wachten tot de hond het reukspoor gevolgd heeft en de loper vindt.

## Wedstrijden
Er zijn ook officiële wedstrijden. Om mee te mogen doen moet eerst een zogenaamde 'working permit' behaald worden. Dit is een test van 30 minuten waarbij een reukspoor van 1600 meter gevolgd moet worden tot het einden binnen die tijd. Er zijn meerdere niveaus:
- Novice stake: een spoor van 1,6 km binnen 30 minuten
- Junior stake: een spoor van 3,2 km binnen 60 minuten
- Senior stake: een spoor van 4,8 km binnen 120 minuten. Ook moet de hond de juiste runner kunnen identificeren uit een groep van drie personen